# Ulica Wierzbięcice w Poznaniu
Wierzbięcice – jedna z głównych arterii Wildy, na terenie jednostki pomocniczej Osiedle Wilda w Poznaniu wytyczona w 1897. Dawna nazwa to ul. Gwardii Ludowej. Nazwa południowego odcinka ul. Gwardii Ludowej między ul. Górna Wilda a ul. Krzyżową została zmieniona w 1991.

## Charakter i przebieg
Ulica rozpoczyna bieg na północy od ul. Królowej Jadwigi, a kończy się na południu przy ul. Krzyżowej, przechodząc wcześniej przez Rynek Wildecki. Zabudowana reprezentacyjnymi, kilkupiętrowymi kamienicami o zwartej i jednolitej strukturze urbanistycznej. Uzupełniona po II wojnie światowej budynkami modernistycznymi (np. kino Wilda), dostosowanymi do reszty zabudowy. Ulica ma charakter handlowo-usługowo-mieszkaniowy. Mimo zmian w sferze handlu utrzymały się na Wierzbięcicach stare zakłady rzemieślnicze, częstokroć wielopokoleniowe.
Nazwa pochodzi od dawnej osady Wierzbięcice, zlokalizowanej w tym rejonie. Całą Wildę włączono do Poznania w 1900 i od tej daty rozpoczął się okres intensywnego rozwoju i zabudowy Wierzbięcic, m.in. przez pierwszą w Poznaniu spółdzielnię mieszkaniową – Spar- und Bauverein. Ulica miała pasy zieleni po obu stronach, po których obecnie nie ma śladu – zastąpiły je parkingi samochodowe.
W latach 2020–2021 trwała gruntowna przebudowa ulicy na odcinku od skrzyżowania z ulicami Górna Wilda i 28 Czerwca 1956 r. do skrzyżowania z ulicami Stanisława Matyi i Niezłomną. W ramach prac dokonano między innymi:
- budowy dwóch jednopasowych jezdni, pomiędzy którymi znajduje się wydzielone torowisko tramwajowe
- przebudowy przystanków tramwajowych z wysepką na tzw. przystanki wiedeńskie
- wymiany oświetlenia ulicznego z lamp sodowych marki Philips[b] na nowe w oparciu o LED.

Dodatkowo obowiązuje tam ograniczenie prędkości do 30 km/h.

## Komunikacja
Ulicą przebiega dwutorowa trasa tramwajowa na Dębiec (linia 10). Dawniej na krótkim północnym odcinku (do ul. Niedziałkowskiego) wykorzystywana była przez linię autobusową 71 (wyłącznie w kierunku południowym) – trasa linii została zmieniona w związku z otwarciem Zintegrowanego Centrum Komunikacyjnego. W północnej części ulicy (po stronie zachodniej) zbudowano w 2010 krótki odcinek drogi dla rowerów.

## Obiekty
- pierzeja zachodnia od północy:
  - dworzec PKS (od 1932 do 2013)
  - nr 1 – Dwór Hamburski – biurowiec z lat 90. XX wieku (architekci Ewa i Stanisław Sipińscy)
  - nr 3 – były Oddział 3 PKO BP (przeniesiony na ulicę Półwiejską nr 47)
  - kamienica nr 21 – Spar- und Bauverein (architekt Joseph Leimbach)
  - kamienica nr 23 (architekt Richardt Mendelski)
  - kamienica nr 27 – od 26 stycznia 1945 do połowy lutego tego roku siedziba Komendy Milicji Miasta Poznania, jednej z formacji ochotniczych, początkowo dowodzonych przez Rosjan, a wcześniej siedziba lokalnej komórki NSDAP[5]
  - kamienica nr 29 z 1904 zbudowana dla Ryszarda Sworowskiego – autora malatur klatek schodowych
  - zespół mieszkalny pod numerami 49–59
  - nr 45 – Urząd Skarbowy Poznań-Wilda
  - Rynek Wildecki z kościołem Maryi Królowej (1904–1907, architekt Oskar Hoßfeld)
  - rzeźba Michała Archanioła z 2010
- pierzeja wschodnia od północy:
  - Park Izabeli i Jarogniewa Drwęskich
  - Pomnik Powstańców Wielkopolskich
  - pozostałości osiedla Spar- und Bauverein (pierwszego osiedla spółdzielczego w mieście, 1894–1897, nr 20)
  - kino Wilda (obecnie market Biedronka)
  - Gimnazjum nr 42.

## Tablice pamiątkowe
- Wierzbięcice 41a – ku czci Barbary Sobotty (olimpijki zamieszkałej pod tym adresem) o treści: W tym domu urodziła się Barbara Lerczak Janiszewska-Sobotta / 1936-2000 / Olimpijka, sprinterka / Melbourne, Rzym – brązowy medal / Tokio – złota medalistka i miss mistrzostw europy – Sztokholm 1958 i Belgrad 1962 / AZS WZLA.

## Osoby związane z Wierzbięcicami
- Krzysztof Krawczyk – piosenkarz zamieszkały w latach młodości[6]
- Joseph Leimbach – architekt, autor okazałych kamienic przy ulicy
- Jan Raczyborski – sztukator, autor wystroju zewnętrznego kamienic przy ulicy
- Barbara Sobotta – olimpijka zamieszkała pod numerem 41A

## Galeria zdjęć

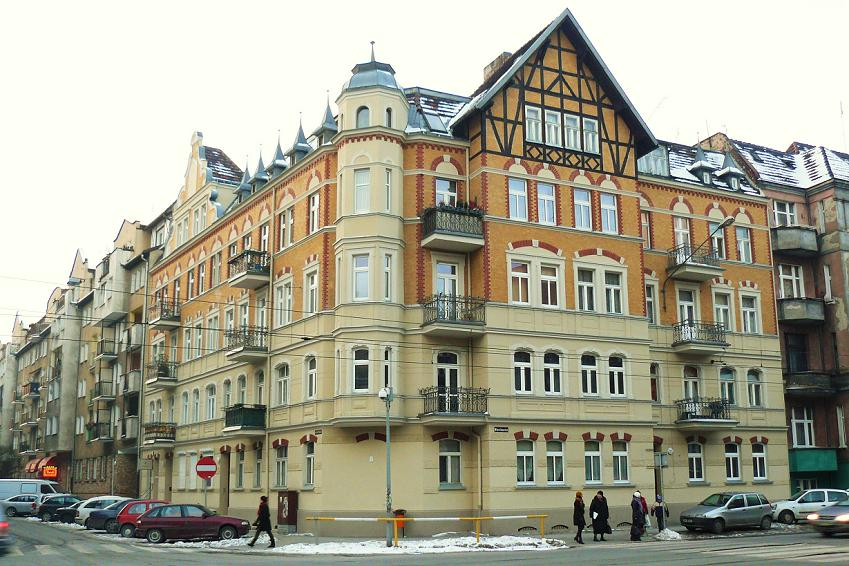
Wierzbięcice 21 – dom Josepha Leimbacha
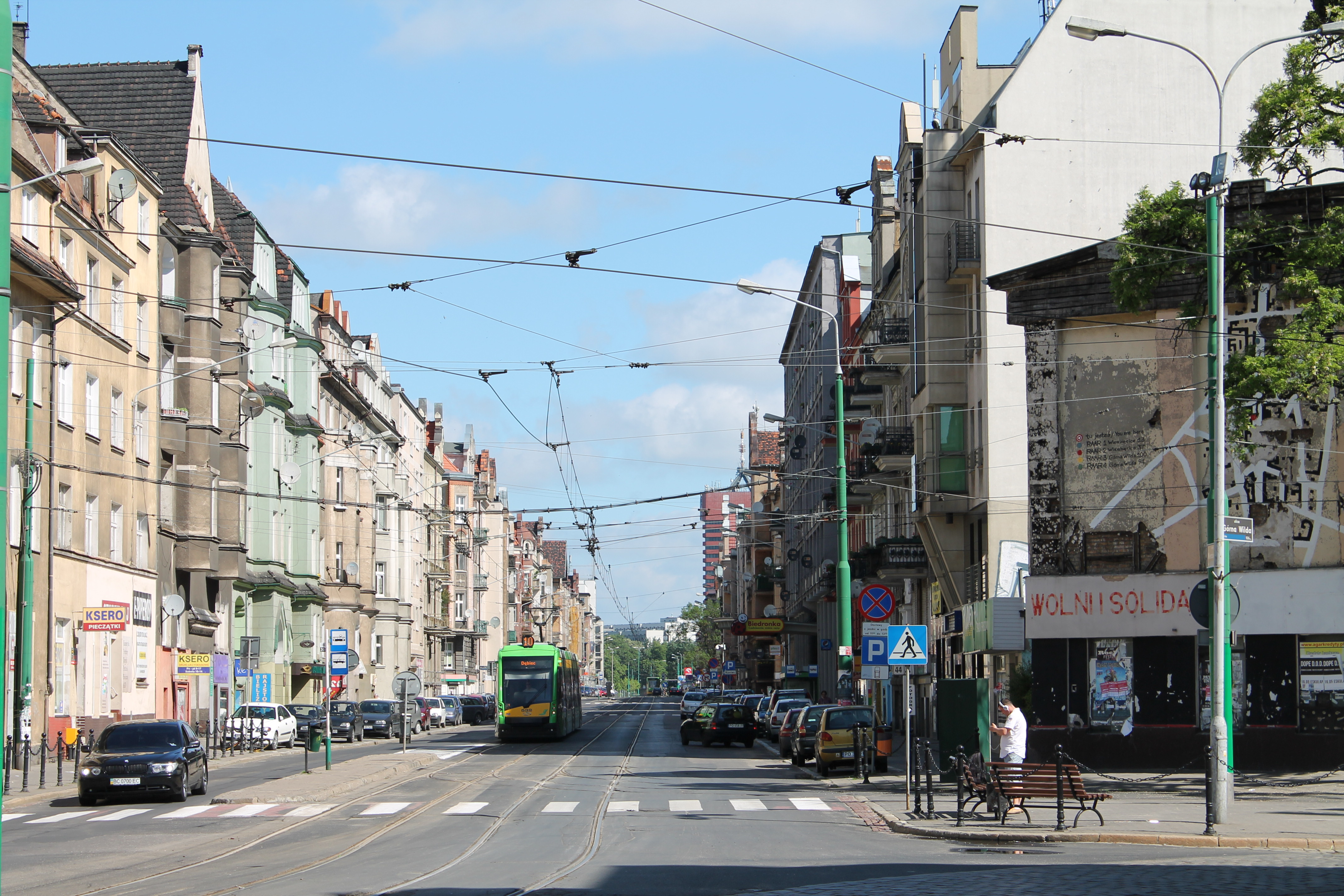
Ulica Wierzbięcice w rejonie Rynku Wildeckiego (2014)
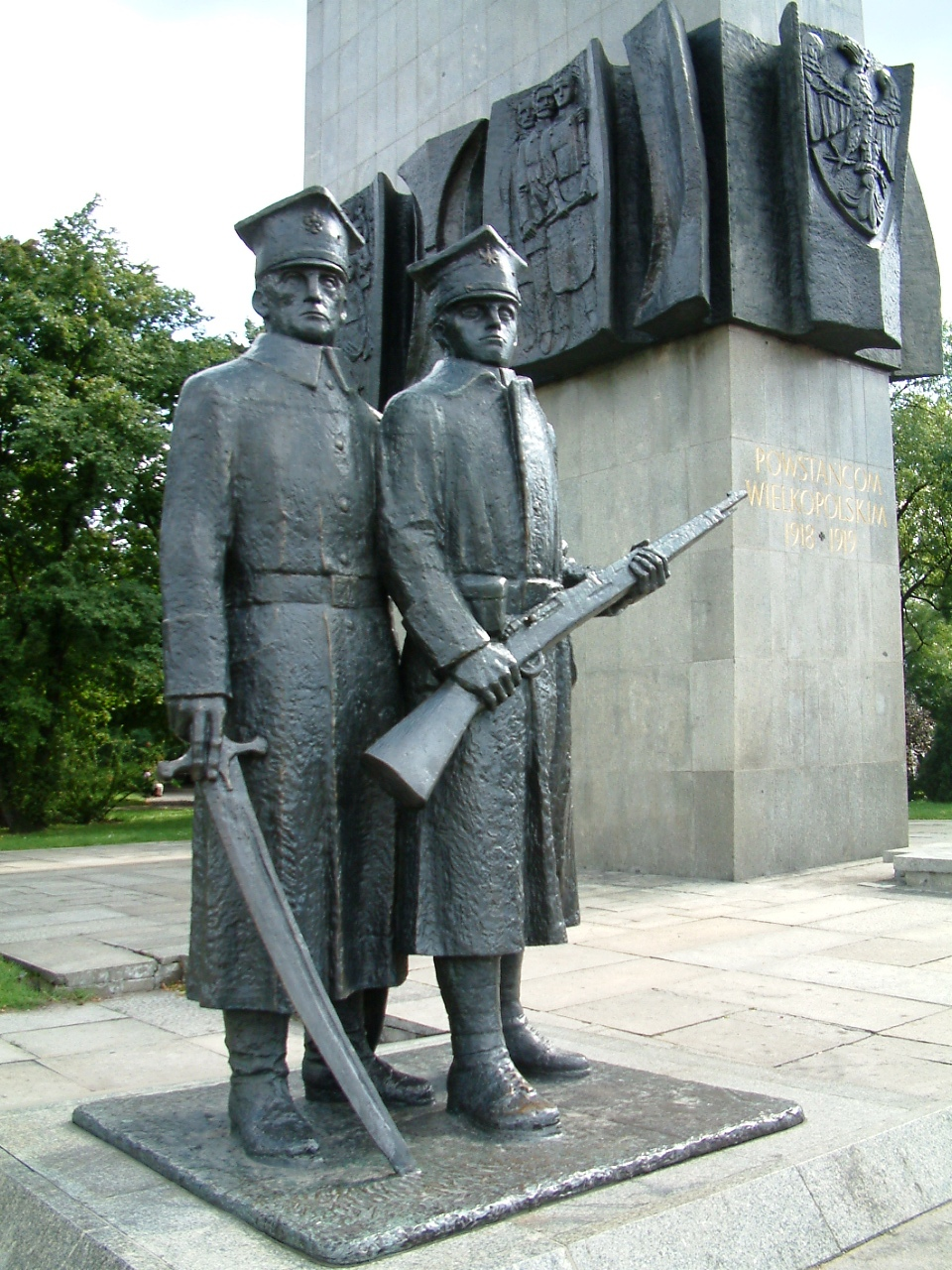
Pomnik Powstańców Wielkopolskich
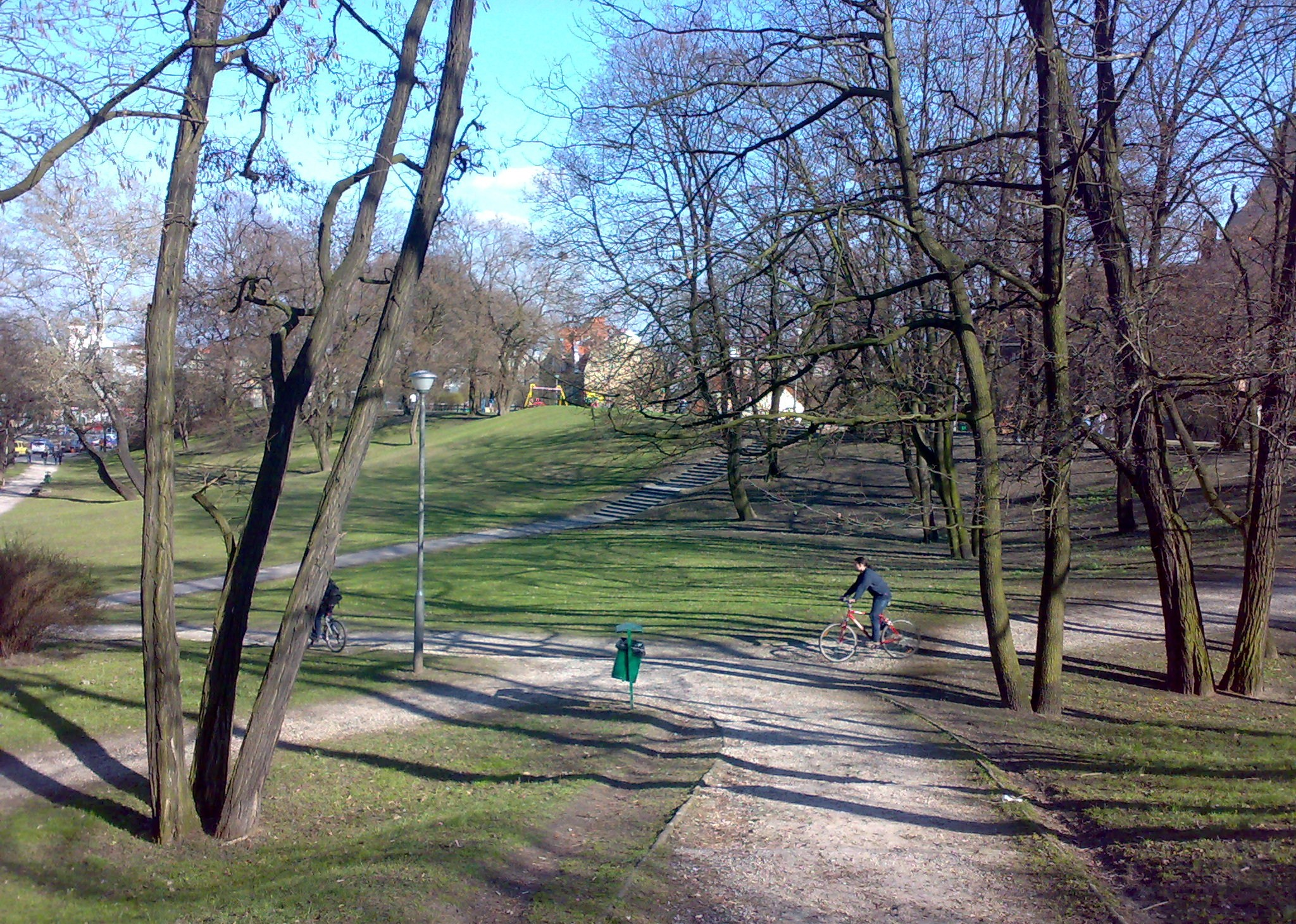
Park Drwęskich
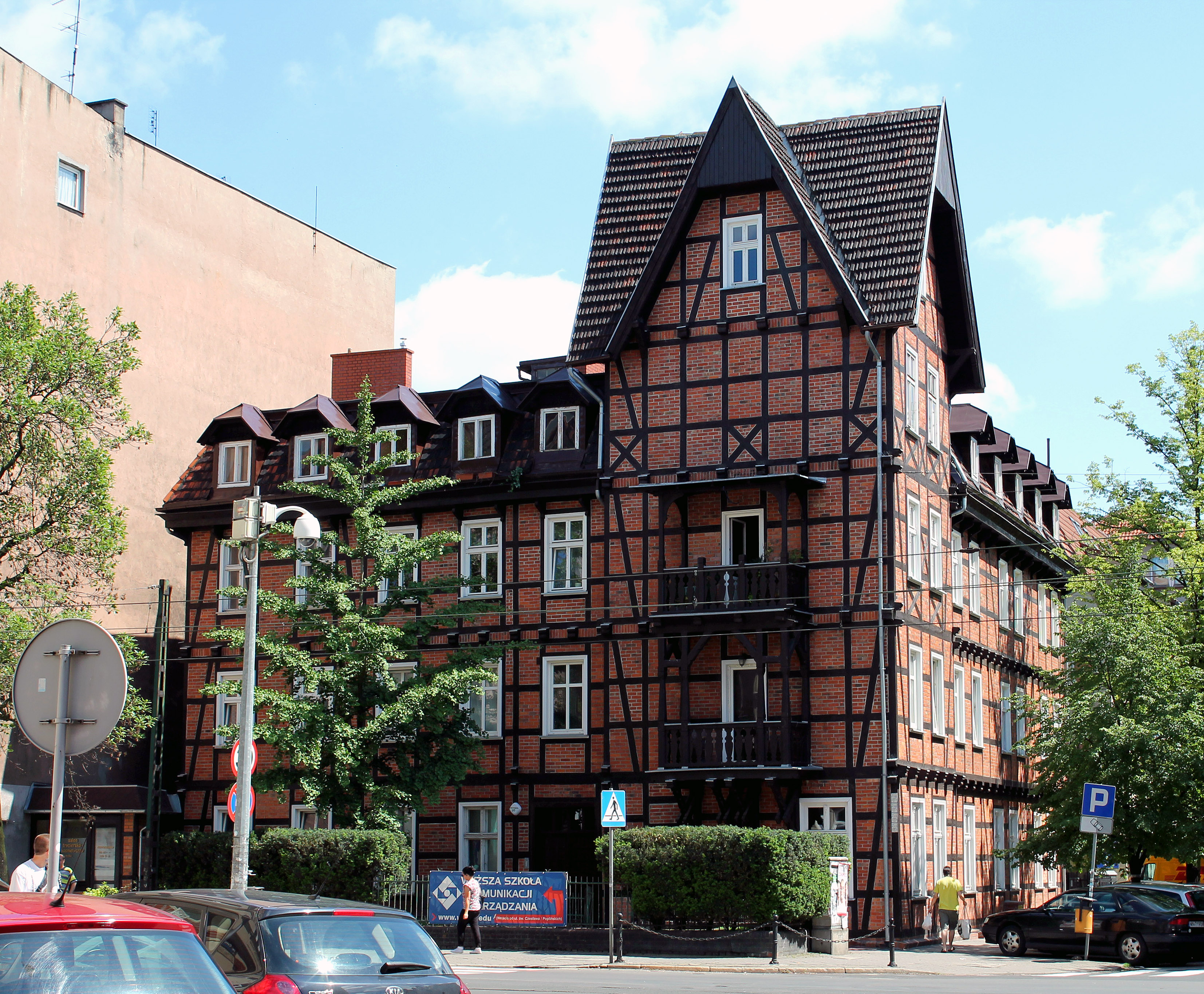
Wierzbięcice 20 – Budynek Spar- und Bauverein
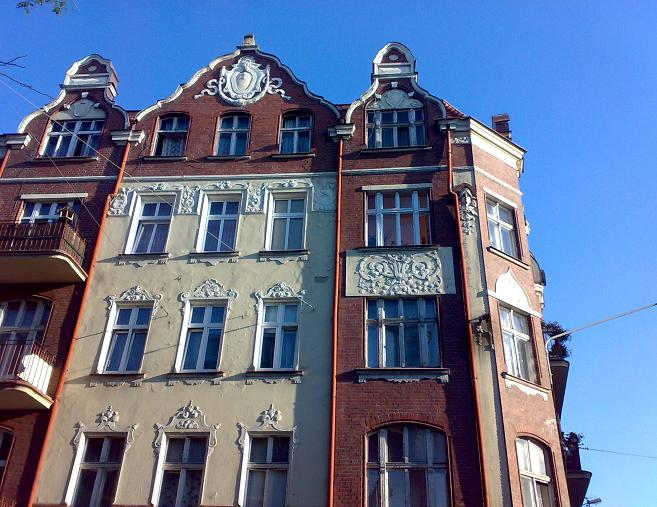
Wierzbięcice 27 – sztukaterie Jana Raczyborskiego
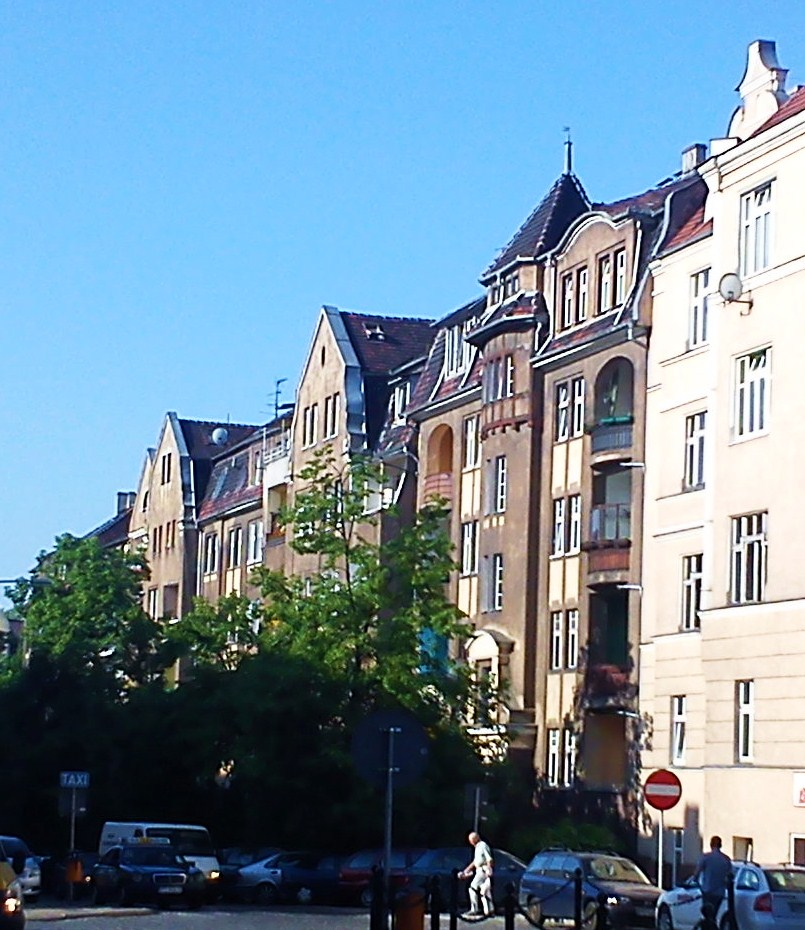
Wierzbięcice 49 – 59 – zespół mieszkalny
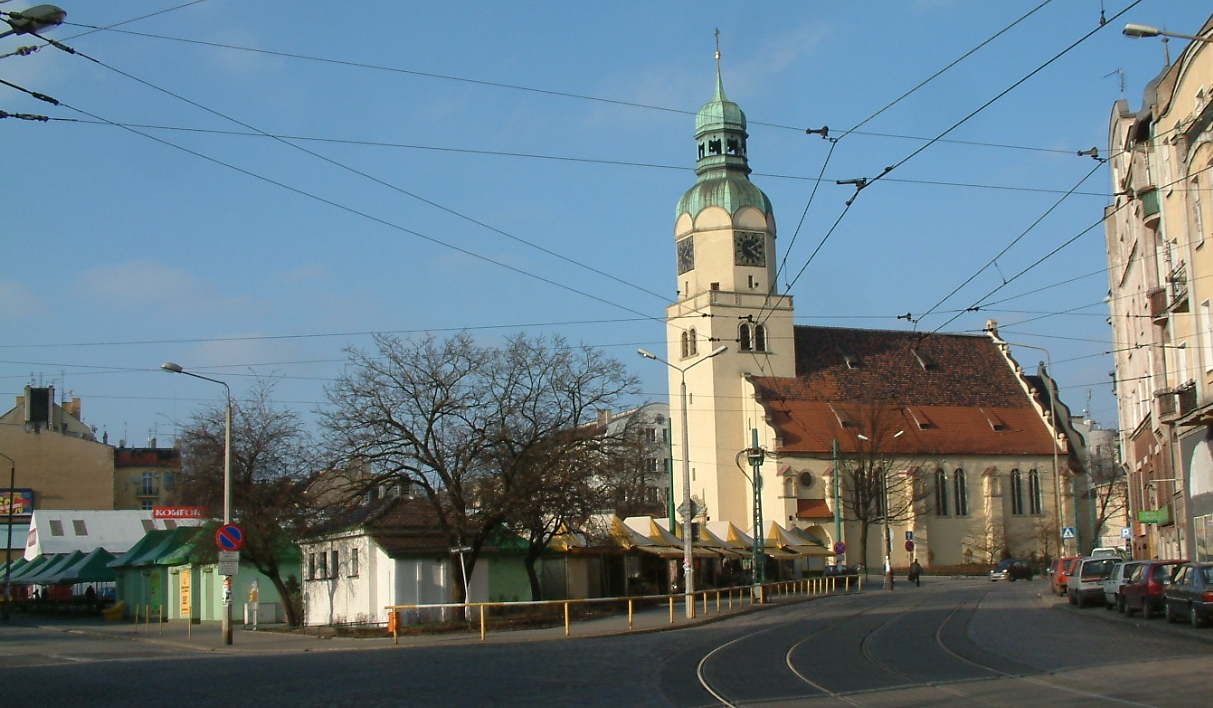
Rynek Wildecki
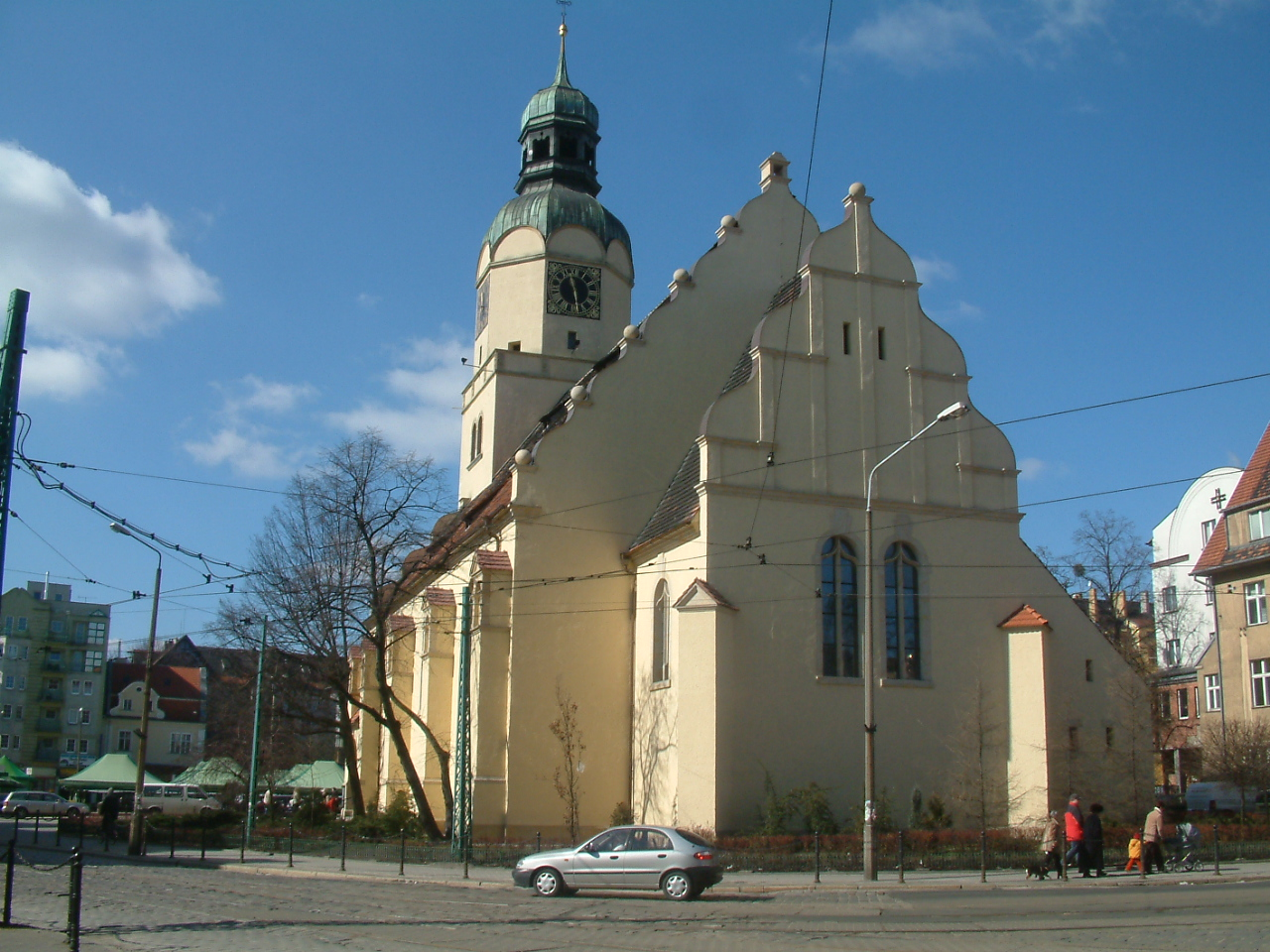
Kościół Maryi Królowej
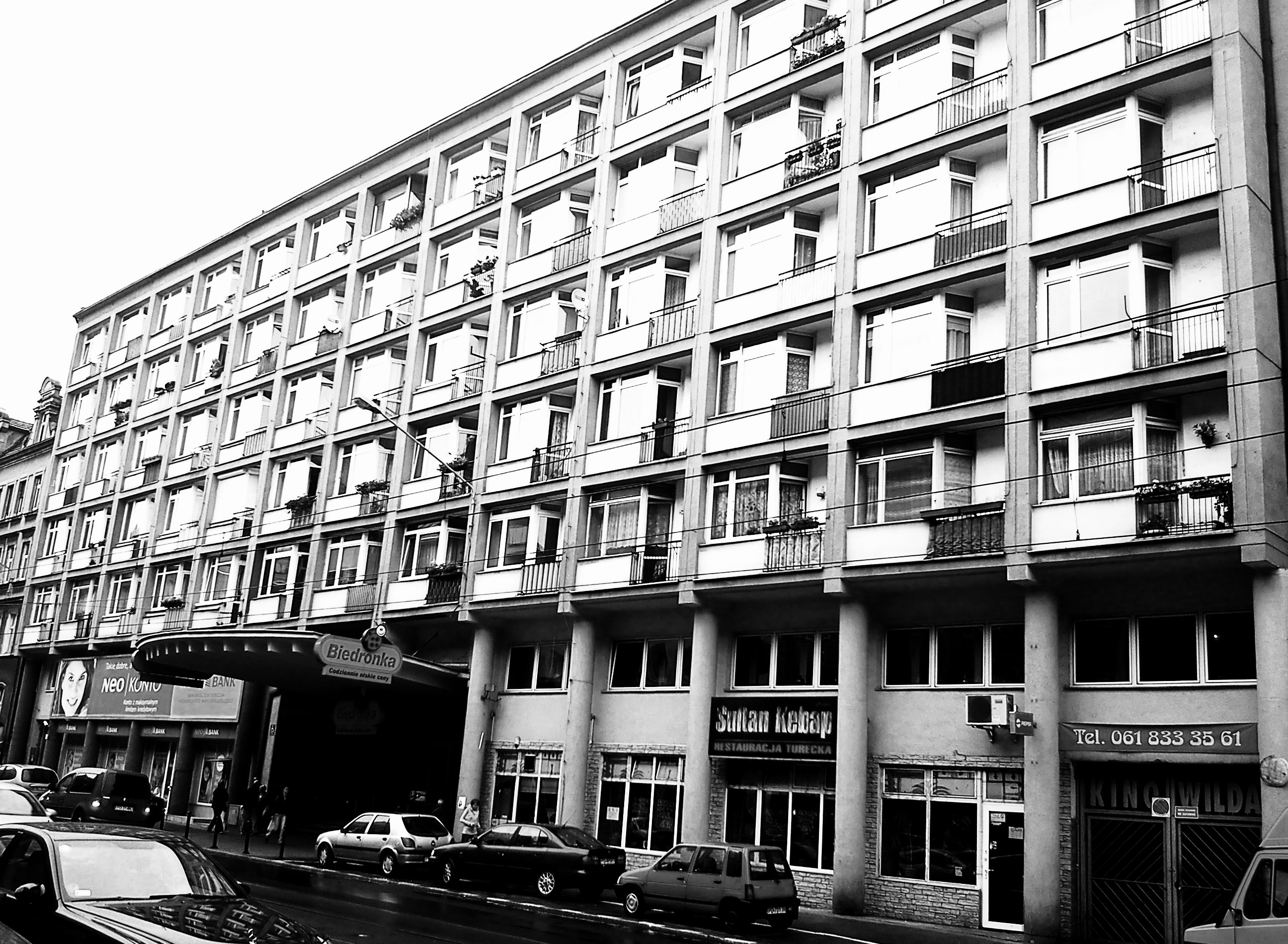
Kamienica, w której znajdowało się kino Wilda. Zdjęcie z 2011 roku
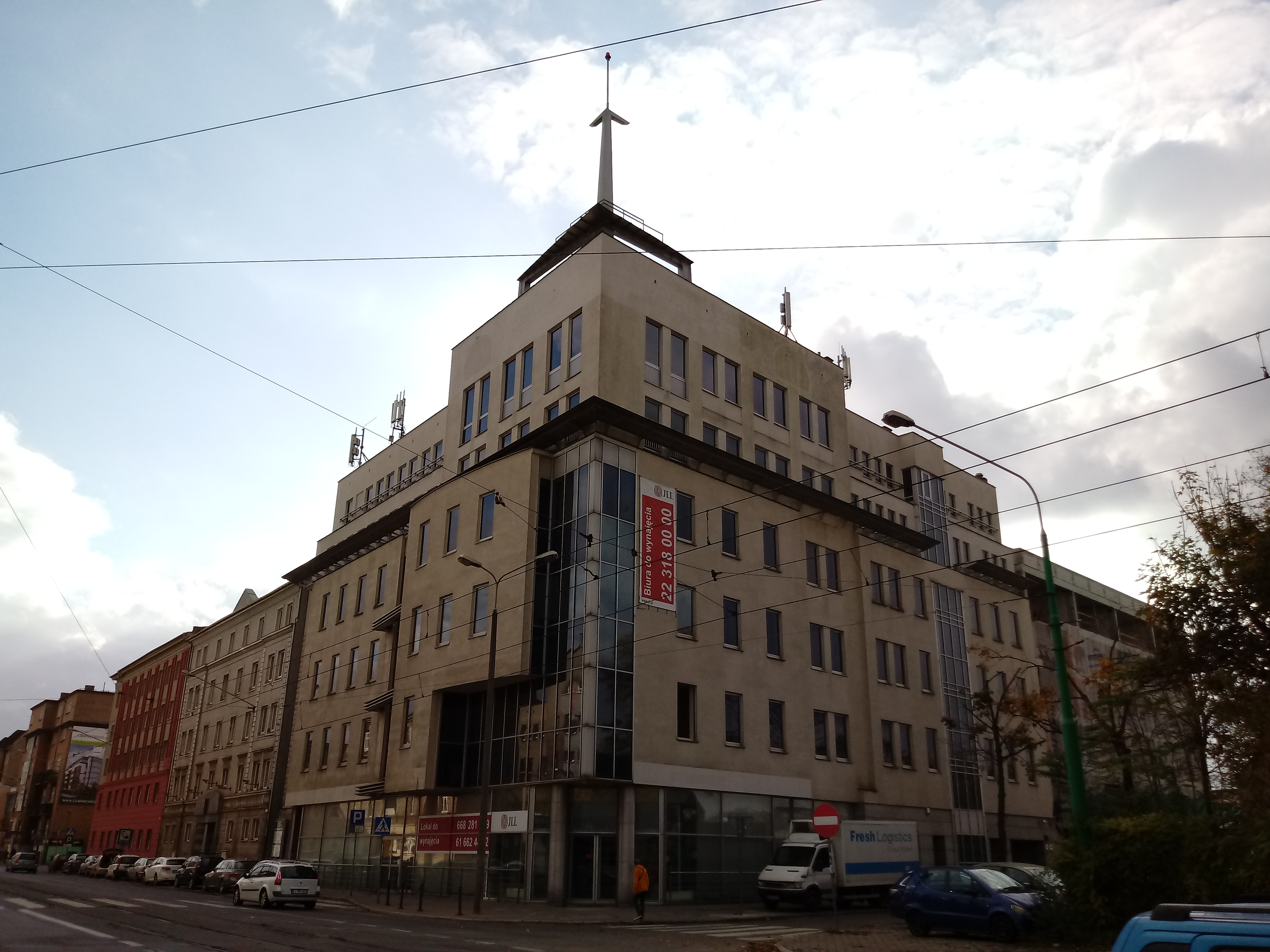
Dwór Hamburski